# Фицрой, Чарльз, 10-й герцог Графтон
Чарльз Альфред Юстон Фицрой (англ. Charles Alfred Euston FitzRoy; 4 июня 1892, Юстон, Суффолк, Англия, Великобритания — 11 ноября 1970, Бери-Сент-Эдмундс, Суффолк, Англия, Великобритания) — британский аристократ, 10-й герцог Графтон, 10-й граф Юстон, 10-й виконт Ипсуич, 10-й барон Садбери с 1936 года.

## Биография
Хью Фицрой принадлежал к побочной ветви королевской династии Стюартов, первый представитель которой был бастардом короля Англии и Шотландии Карла II. Он родился 4 июня 1892 года в Юстон-холле в семье лорда Чарльза Эдварда Фицроя (сына 7-го герцога Графтона) и его жены Эсме Фицрой. Окончил Веллингтонский колледж в Крауторне (графство Беркшир) и Королевское военное училище в Сандхерсте, в 1911 году поступил на службу в ряды королевских уэльских фузилеров, которые были расквартированы в Кветте (Британская Индия). Во время Первой мировой войны Фицрой служил во Франции. В 1917 году он был назначен адъютантом и контролером лорда Бакстона, генерал-губернатора Южной Африки, в 1920 году вернулся в Англию, в 1921 уволился из армии.
После отставки Фицрой занялся сельским хозяйством в Кони-Уэстоне в Саффолке. В 1927—1936 годах он был земельным агентом дяди своей первой жены Оуэна Хью Смита.
В августе 1936 года, после смерти двоюродного племянника Джона Фицроя, 9-го герцога Графтона, Чарльз стал 10-м герцогом и унаследовал фамильное поместье в Юстон-Холле. В 1942 году он занял пост заместителя лорда-лейтенанта Саффолка. Герцог умер в Бери-Сент-Эдмундсе 11 ноября 1970 года в возрасте 78 лет.

## Семья
Герцог Графтон был трижды женат. 24 января 1918 года он женился на Дорин Марии Джозефе Сидни Бакстон, дочери Сидни Бакстона, 1-го графа Бакстона, и Милдред Энн Смит. В этом браке родились трое детей:
- Хью Денис Чарльз (3 апреля 1919 — 7 апреля 2011), 11-й герцог Графтон[5];
- Энн Милдред Эсме (7 августа 1920 — 4 ноября 2019), жена майора Колина Далзелла Маккензи[1][6];
- Чарльз Оливер Эдвард (13 июля 1923 — 6 августа 1944), убит в бою[1][7].

Через год после смерти первой жены Фицрой женился на её двоюродной сестре Люси Элеонор Барнс, дочери сэра Джорджа Стэпилтона Барнса и Сибил де Гурнэ Бакстон (1924). В этом браке родились двое детей:
- Эдвард Энтони Чарльз (26 августа 1928 — 25 ноября 2007)[1][8];
- Майкл Чарльз (18 марта 1932 — 15 июля 1954) (пропал без вести, предположительно утонул)[1][9].

В 1943 году герцог овдовел во второй раз, а в 1944 женился на Рите Эмили Карр-Эллисон, дочери Джона Ральфа Карр-Эллисона и Алисы Урсулы Лэнг. Этот брак остался бездетным.